# Mönchstraße 45 (Stralsund)
Das Gebäude Mönchstraße 45 in Stralsund ist ein denkmalgeschütztes Bauwerk in der Mönchstraße, Ecke Böttcherstraße.

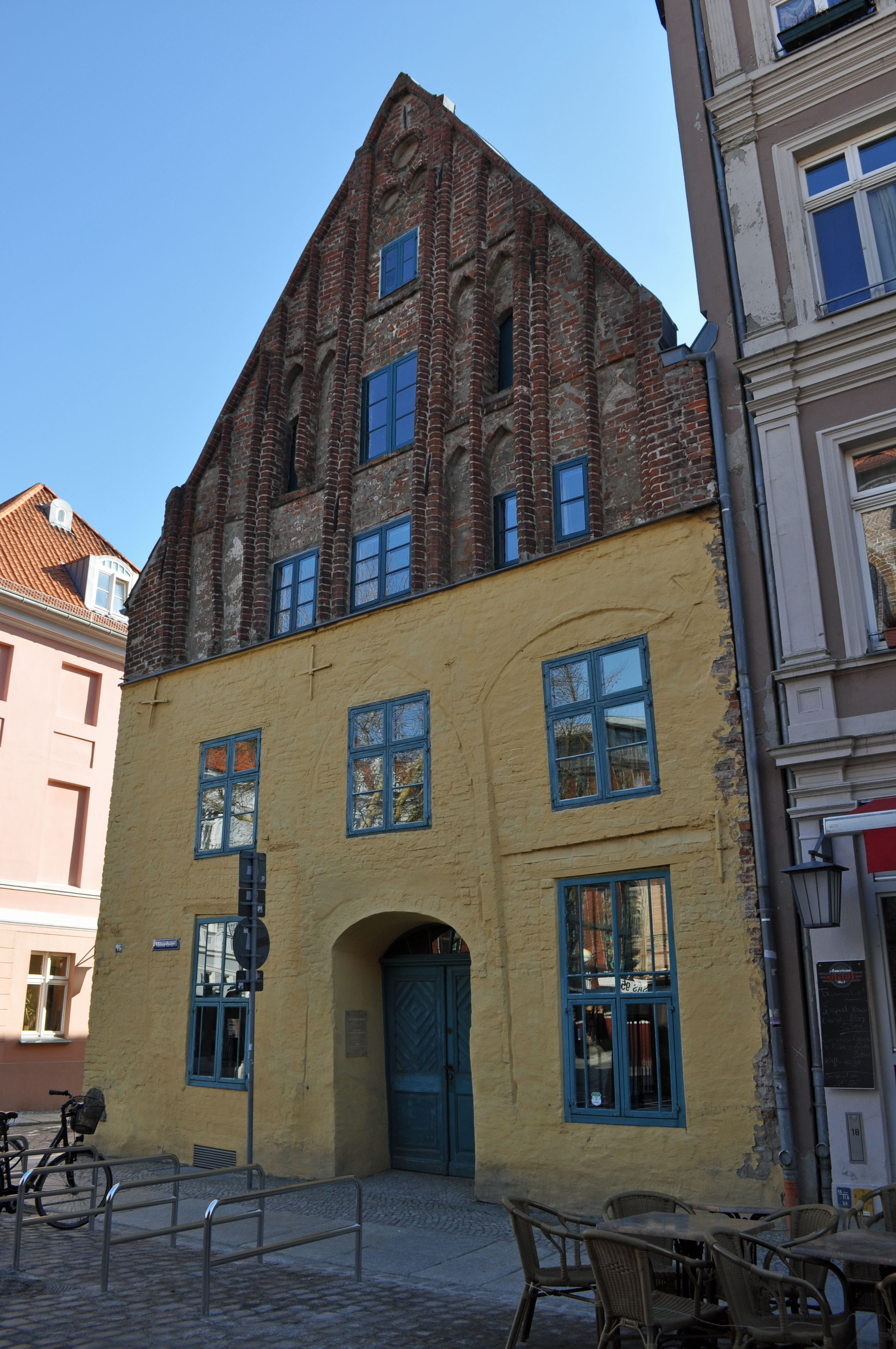
Haus Mönchstraße 45 in Stralsund (2012)

Das dreiachsige Giebelhaus an der Ecke zur Böttcherstraße wurde in der Mitte des 14. Jahrhunderts aus Backstein errichtet. Der dreieckige Giebel weist zur Mönchstraße, die Wand zur Böttcherstraße hin wird durch kräftige Pfeilervorlagen gestützt. Im Inneren des Hauses wurde Ende des 17. Jahrhunderts und Mitte des 18. Jahrhunderts Änderungen vorgenommen. Die Fassade wurde im Jahr 1964 instand gesetzt. Eine umfassende Sanierung des Hauses fand im Jahr 1994 statt; dabei wurden ursprüngliche Details wieder hergestellt. Über dem Korbbogenportal zeichnen sich im übertünchten Mauerwerk das Spitzbogenportal und die großen, segmentbogigen Fenster der Diele ab.
In dem Haus lebte von 1787 bis 1789 Ernst Moritz Arndt. Das Haus wird vom Meeresmuseum Stralsund als Hermann-Burmeister-Gedenkstätte genutzt; der Naturforscher Burmeister lebte in einem heute nicht mehr existenten Haus in der Böttcherstraße.
Das Haus im Kerngebiet des von der UNESCO als Weltkulturerbe anerkannten Stadtgebietes des Kulturgutes „Historische Altstädte Stralsund und Wismar“ ist in die Liste der Baudenkmale in Stralsund eingetragen.